# 五彩菠萝
五彩鳳梨（学名：Neoregelia eleutheropetala）为鳳梨科五彩鳳梨属下的一个种。原產於巴西。